# الولع بالحكاية
الولع بالحكاية أو ناراتوفيليا (بالإنجليزية: Narratophilia)‏ هو شكل من أشكال الفيتيشية، حيث تحدث الإثارة الجنسية نتية قول الكلمات القذرة أو الفاحشة أو القصص الجنسية للشريك. يستخدم المصطلح أيضا للدلالة علي للإثارة من خلال الاستماع إلى الكلمات والقصص الفاحشة.